# Берос (лунный кратер)
Кратер Берос (лат. Berosus) — крупный ударный кратер в северо-восточной части видимой стороны Луны. Название дано в честь вавилонского историка; жреца бога Бэла в Вавилоне Беро́са (ок. 350/340 — 280/270 до н. э.) и утверждено Международным астрономическим союзом в 1935 г. Образование кратера относится к нектарскому периоду.

## Описание кратера
Ближайшими соседями кратера являются кратер Бернулли на западе; кратер Гаусс на востоке; кратер Хан на юго-западе. Селенографические координаты центра кратера — 33°30′ с. ш. 69°59′ в. д. / 33,5° с. ш. 69,99° в. д., диаметр — 75 км, глубина — 4,5 км.
Вал кратера имеет полигональную форму, южная часть вала значительно разрушена, западная часть вала перекрыта множеством мелких кратеров. Высота вала над окружающей местностью составляет около 1300 м, объем кратера — около 5000 км³. Восточная и северо-западные части внутреннего склона имеют террасовидную структуру. Дно чаши кратера ровное, затопленное лавой.

## Сателлитные кратеры
| Берос | Координаты                                            | Диаметр, км |
| ----- | ----------------------------------------------------- | ----------- |
| A     | 33°08′ с. ш. 68°05′ в. д. / 33,14° с. ш. 68,08° в. д. | 11,3        |
| F     | 34°00′ с. ш. 66°32′ в. д. / 34,00° с. ш. 66,53° в. д. | 22,1        |
| K     | 32°11′ с. ш. 70°53′ в. д. / 32,19° с. ш. 70,89° в. д. | 8,2         |